# Bro Dreger
Bro Dreger (francès Tregor) és un dels nou broioù (països) en què és dividida la Bretanya històrica. És format per 127 municipis, i segons el cens del 1999, té 192.243 habitants en una superfície de 2.251 km².
Està situat al nord-oest de la península de Bretanya i és repartit entre els departaments de Finisterre i Costes del Nord. S'hi parla un dialecte particular del bretó (tregorès) i són originaris del país l'escriptora Anjela Duval i Sant Iu, patró dels advocats.

## Personatges il·lustres
- Narcisse Quellien, poeta i folklorista de La Roche-Derrien
- François-Marie Luzel, dit Fañch an Uhel, escriptor i folklorista de Plouaret
- Ernest Renan, filòsof, Tréguier
- Anatole Le Braz, escriptor
- Charles Le Goffic, escriptor de Lannion
- Erwan Berthou, poeta bretó de Pleubian
- Anjela Duval, poetessa de Trégrom
- Maria Prat, poetessa
- Guy Ropartz, compositor de Guingamp